# Él (canción)
«Él» es una canción grabada por la cantante española Lucía. La canción fue escrita por Francisco Cepero e Ignacio Román. Fue la canción seleccionada para representar a España en el Festival de la Canción de Eurovisión 1982, en Harrogate.

## Festival de Eurovisión
La canción se interpretó en el duodécimo lugar de la noche, siguiendo a Stella Maessen de Bélgica con «Si tu aimes ma musique» y precediendo a Brixx de Dinamarca con «Video, Video». La canción recibió 52 puntos, colocándose en el décimo puesto. Los votos provinieron de nueve países, siendo la puntuación más alta diez puntos de Chipre.
La música era un tango que en parte causó sensación porque Eurovisión se llevó a cabo en Gran Bretaña, y muchos conectaron el tango con Argentina, con quien el país anfitrión estaba en plena Guerra de las Malvinas.